# Michael J. Pollard
Michael J. Pollard, eigentlich Michael John Pollack Jr. (* 30. Mai 1939 in Passaic, New Jersey; † 20. November 2019 in Los Angeles, Kalifornien), war ein US-amerikanischer Filmschauspieler.

## Leben
Michael Pollard wurde 1939 als Sohn von Michael John Pollack und dessen Frau Sonia Dubanowich-Pollack geboren und erhielt zunächst an der Montclair State University und später am The Actors Studio seine Ausbildung. Im Alter von 20 Jahren stand Pollard 1959 erstmals in der Theaterfernsehsendung The DuPont Show of the Month vor der Kamera. In den folgenden Jahren stand er vor allem als Gastdarsteller in Fernsehserien sowie gelegentlich in kleineren Rollen in Kinofilmen vor der Kamera. Zwischen 1958 und 1968 wirkte er auch an fünf Produktionen am Broadway mit.
Bedingt durch seine geringe Körpergröße von 1,68 Metern als Erwachsener, aber auch durch sein lange Zeit recht jugendliches Gesicht wurden ihm anfangs viele Jugendrollen angeboten. Das bekannteste Beispiel hierfür war die 1966 produzierte Episode Miri, ein Kleinling aus der Serie Raumschiff Enterprise. Hier verkörperte Pollard, zu diesem Zeitpunkt bereits 27 Jahre alt, einen laut Drehbuch erst 14-jährigen Jungen. 1967 wurde Pollard erstmals einem breiteren Kinopublikum durch seine Darstellung des etwas beschränkten Bandenmitglieds C. W. Moss in dem Filmklassiker Bonnie und Clyde bekannt. Hierfür erhielt er auf der Oscarverleihung 1968 eine Oscar-Nominierung in der Kategorie Bester Nebendarsteller.
Nach dem Erfolg mit Bonnie und Clyde erhielt Pollard auch einige Kino-Hauptrollen, so gemeinsam mit Robert Redford in dem Motorradfahrerfilm Stromer der Landstraße (1970) oder in der Titelrolle des Billy the Kid in dem revisionistischen Western Dreckiger kleiner Billy (1972). Häufiger war er im weiteren Verlauf seiner Filmkarriere aber in schrulligen Nebenrollen angelegt, die oftmals ländlicher Herkunft, manchmal gutartig, manchmal bösartig sein konnten. Pollard hatte einen Ruf als faszinierender Schauspieler und war deshalb zumindest zeitweise von renommierten Regisseuren gefragt, galt aber auch mitunter als schwierig. Er spielte bis zu seinem letzten Filmauftritt 2012 in über 100 Film und Fernsehproduktionen mit, davon sehr viele Independentfilme.
Michael J. Pollard war von 1961 bis zur Scheidung im Jahre 1969 mit der US-amerikanischen Schauspielerin Beth Howland verheiratet; die beiden haben eine gemeinsame Tochter. Er starb am 20. November 2019 im Alter von 80 Jahren an einem Herzstillstand.

## Sonstiges
Der US-amerikanische Schauspieler Michael J. Fox hat ihm zu Ehren den Buchstaben J aus dem Namen von Michael J. Pollard übernommen.

## Filmografie (Auswahl)
- 1958: Omnibus (Fernsehserie, Folge 7x03)
- 1959: Mit mir nicht, meine Herren (It Happened to Jane)
- 1959: Alfred Hitchcock präsentiert (Alfred Hitchcock Presents, Fernsehserie, 2 Folgen)
- 1962: The Andy Griffith Show (Fernsehserie, Folge 2x30)
- 1962: Hemingways Abenteuer eines jungen Mannes (Hemingway’s Adventures of a Young Man)
- 1963: Summer Magic: Ein zauberhafter Sommer (Summer Magic)
- 1963: Die verlorene Rose (The Stripper)
- 1964: Rauchende Colts (Gunsmoke, Fernsehserie, Folge 9x36)
- 1965: Privatdetektivin Honey West (Honey West, Fernsehserie, Folge 1x07)
- 1965: Geächtet (Branded, Fernsehserie, 2 Folgen)
- 1966: Verschollen zwischen fremden Welten (Lost in Space, Fernsehserie, Folge 1x21)
- 1966: Die Leute von der Shiloh Ranch (The Virginian, Fernsehserie, Folge 4x26)
- 1966: Die Russen kommen! Die Russen kommen! (The Russians Are Coming, the Russians Are Coming)
- 1966: Die wilden Engel (The Wild Angels)
- 1966: Tennisschläger und Kanonen (I Spy, Fernsehserie, Folge 2x06)
- 1966: Raumschiff Enterprise (Star Trek: The Original Series, Fernsehserie, Folge 1x08 Miri, ein Kleinling)
- 1967: Sein großer Auftritt (Enter Laughing)
- 1967: Caprice
- 1967: Bonnie und Clyde (Bonnie and Clyde)
- 1968: Die nackte Tote (Jigsaw)
- 1969: Hannibal Brooks
- 1970: Stromer der Landstraße (Little Fauss and Big Halsy)
- 1971: Petroleum-Miezen (Les Pétroleuses)
- 1972: Dreckiger kleiner Billy (Dirty Little Billy)
- 1974: Abenteuer der Landstraße (Movin' On, Fernsehserie, Folge 1x01)
- 1974: Killing Machine (Sunday in the Country)
- 1975: Verdammt zu leben – verdammt zu sterben (I quattro dell’apocalisse)
- 1977: Zwischen den Zeilen (Between the Lines)
- 1980: Melvin und Howard (Melvin and Howard)
- 1984: Ein Colt für alle Fälle (The Fall Guy, Fernsehserie, Folge 4x09)
- 1985: Kambodscha Connection (Heated Vengeance)
- 1986: Simon & Simon (Fernsehserie, Folge 5x14)
- 1986: Das schrillste Fernsehen der Welt (The American Way)
- 1986: Leo & Liz in Beverly Hills (Fernsehserie, 6 Folgen)
- 1986: Der Patriot (The Patriot)
- 1987: Dark Paradise (American Gothic)
- 1987: Roxanne
- 1988: Die Geister, die ich rief … (Scrooged)
- 1989: Ein teuflischer Plan (Season of Fear)
- 1989: Limba Limba Lambada (Fast Food)
- 1989: Wer den Teufel ruft... (Night Visitor)
- 1989: Camp des Grauens 3 (Sleepaway Camp III: Teenage Wasteland)
- 1989: Ruf nach Vergeltung (Next of Kin)
- 1989: Viel Kohle im Koffer (Stuck with Each Other, Fernsehfilm)
- 1989: Superboy (Fernsehserie, 2 Folgen)
- 1989: Tango & Cash
- 1990: Why me? – Warum gerade ich? (Why Me?)
- 1990: Dark Angel (I Come in Peace)
- 1990: Nur über Deine Leiche (Enid Is Sleeping)
- 1990: Dick Tracy
- 1990: Geld stinkt nicht (Working Tra$h, Fernsehfilm)
- 1991: Paradise – Ein Mann, ein Colt, vier Kinder (Paradise, Fernsehserie, Folge 3x09)
- 1991: Alienator 2 (The Arrival)
- 1991: Das andere Ich (Another You)
- 1991: Motorama
- 1992: Split Second
- 1992: Bradburys Gruselkabinett (The Ray Bradbury Theater, Fernsehserie, Folge 6x12)
- 1993: Arizona Dream
- 1993: Skeeter – Invasion des Grauens (Skeeter)
- 1993: Geschichten aus der Gruft (Tales from the Crypt, Fernsehserie, Folge 5x10)
- 1995: Überflieger (Wings, Fernsehserie, Folge 6x18)
- 1997: Die Abenteuer des Odysseus (The Odyssey, Miniserie)
- 1999: Tumbleweeds
- 1999: Becker (Fernsehserie, Folge 2x12)
- 2000: Jack & Jill (Fernsehserie, Folge 1x12)
- 2000: Forever Lulu – Die erste Liebe rostet nicht! (Forever Lulu)
- 2000: Monkey Rap (Danny and Max)
- 2003: Haus der 1000 Leichen (House of 1000 Corpses)
- 2012: The Woods
- 2020: Bobby Bishop (Kurzfilm, posthum)

## Auszeichnungen
- 1968: Oscar-Nominierung, Bester Nebendarsteller für: Bonnie und Clyde (Bonnie and Clyde)
- 1969: Golden-Globe-Award-Nominierung, Bester Nebendarsteller und Bester Nachwuchsdarsteller für: Bonnie und Clyde (Bonnie and Clyde)